# Agrostis affinis
Agrostis affinis é uma espécie de gramínea do gênero Agrostis, pertencente à família Poaceae.